# ルノー・R26
ルノー・R26  (Renault R26) はルノーF1が2006年のF1世界選手権に投入したフォーミュラ1カー。ボブ・ベル（テクニカルディレクター）、ティム・デンシャム（チーフデザイナー）、ディノ・トソ（チーフエアロダイナミシスト）によって設計され、2006年の開幕戦から最終戦まで実戦投入された。

## 概要
R26はダブルタイトルを獲得したルノーR25の正常進化版という印象が強いものとなった。エンジンは新レギュレーションにより、3リッターV10から2.4リッターV8に縮小された。
フロントエンドでの大きな変更点はR25に比べてノーズが幅広となり、その高さが若干下げられたこと。開幕前には従前の細いノーズもテストされたが、それがシーズン中に実戦投入されることはなかった。そして、マシンの外観で目立つもう一つの変更点がサイドポンツーンのエアインテーク。下方に向けて大きく絞り込まれるスキャロップド処理が、R25よりも更に極端になっている。なお、この絞り込みはエンジンの発熱量が下がったことで可能になったものであるが、冷却の厳しいトラックでは昨年までのようなシャークルーバーを設けたサイドポンツーンも併せて使用された。
リアカウルは全体的にシェイプアップされた。カウル後端に至ってはエンジンブロックも覗き見ることが難しい程に大きく絞られ、R25では大きく膨らんでいたコークボトル周辺のカウリングもR26ではきれいに削られている。また、V8エンジンへの移行に伴ってエンジンカウルも極限まで絞られており、エンジンやギアボックスを収めるために大型のバルジ加工が施された。そして、リアウイングについてはメインプレーンの中央部が湾曲して持ち上げられたバージョンも使用され、これは今までの3Dウイングのトレンドとは逆行するデザインともなった。
トランスミッションには7速セミオートマが採用されたが、これは新しいV8エンジンのトルク特性を考慮してのことである。また、シームレスシフトの投入は見送られ、翌年のR27で初めて採用されることとなった。

### マスダンパー
R26の速さの秘密としてクローズアップされたのが慣性ダンパー（マスダンパー）である。これはおもりとばねを使った制震装置で、一般には市販車のサスペンションや高層建築の免震構造などに普及している。ルノーの場合はサスペンションではなく、ノーズコーン内部に垂直におもりを吊り下げ、上下にバネを挟んだ装置を使用していると推測された。路面のバンプを乗り越える際、車体とおもりの上下動がずれることでピッチングを相殺し、車高を維持してダウンフォース発生量を安定させる効果がある。他チームもマスダンパーを使用していたが、ルノーはこれを最も使いこなしていたとみられた。

## 2006年シーズン

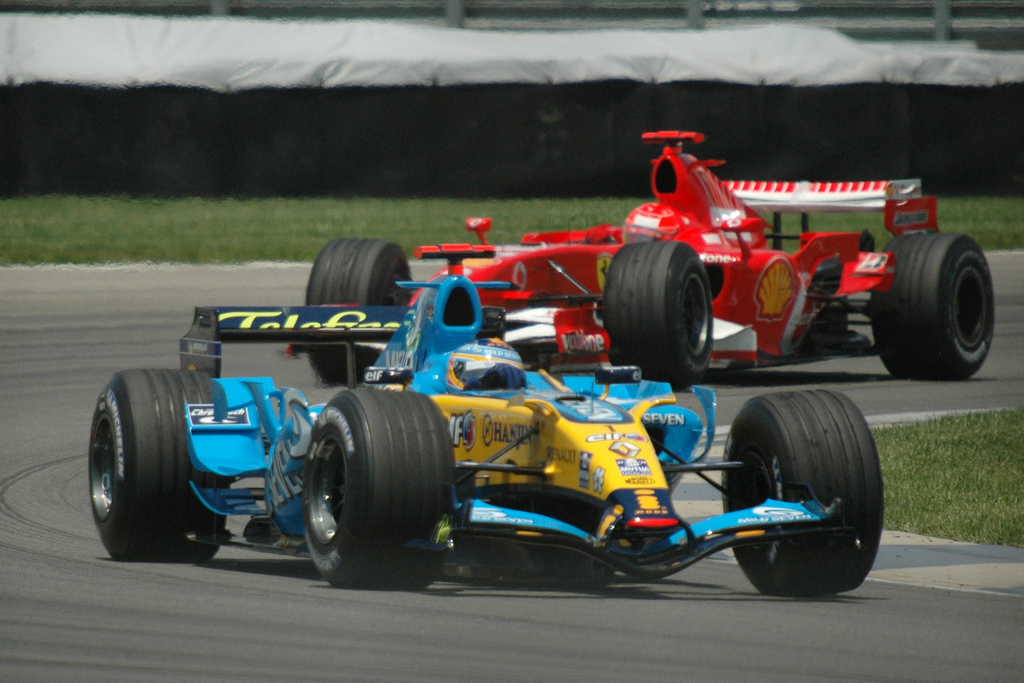
フェルナンド・アロンソとミハエル・シューマッハ（アメリカGP）

前年同様シーズン開幕から好調で、第2戦マレーシアGPでは1982年フランスGP以来24年ぶりとなるルノーの1-2フィニッシュを達成。フェルナンド・アロンソ開幕戦から6勝も含めた9戦連続表彰台獲得し、特に第6戦スペインGPから第9戦カナダGPまで4戦連続のポール・トゥ・ウィンを果たし、シーズン中盤までに大きなリードを築いた。
しかし、FIAはマスダンパーを違法な可動空力装置と判断し、第11戦フランスGP後に使用禁止を通達。ルノーはタイヤの接地面を最適化する装置であると反論し、国際控訴審に裁定が委ねられる事態となった。最終的には判決により第14戦トルコGPから搭載が正式に禁止され、ルノーはラップタイムで0.3秒を失ったとみられた。その審議中の間となった第12戦と第13戦でも使用可能であったが、制裁回避のため、マシンから撤去してレースに挑んだが、この影響もあり、シューマッハに後れを取った。
アロンソは第13戦ハンガリーGPはタイヤ装着ミス、第15戦イタリアGPはエンジンブローで無得点に終わり、フェラーリのミハエル・シューマッハにポイントで並ばれた。しかし、シューマッハの猛追を辛くもしのぎ、7勝を挙げて2年連続のワールドチャンピオンを獲得した。
また、チームメイトのジャンカルロ・フィジケラは1勝、表彰台5回を含めて全18戦中16戦でポイントを獲得するという安定した走りでドライバーズランキング4位を獲得。両ドライバーの活躍により、ルノーは2年連続でダブルタイトルを獲得するという快挙を達成した。

## スペック

### シャーシ
- 全長 4,800 mm
- 全幅 1,800 mm
- 全高 950 mm
- ホイルベース 3,100 mm
- 前トレッド 1,450 mm
- 後トレッド 1,400 mm
- 重量 605kg
- ブレーキキャリパー AP
- ブレーキディスク・パッド ヒトコ
- ホイール OZ
- タイヤ ミシュラン

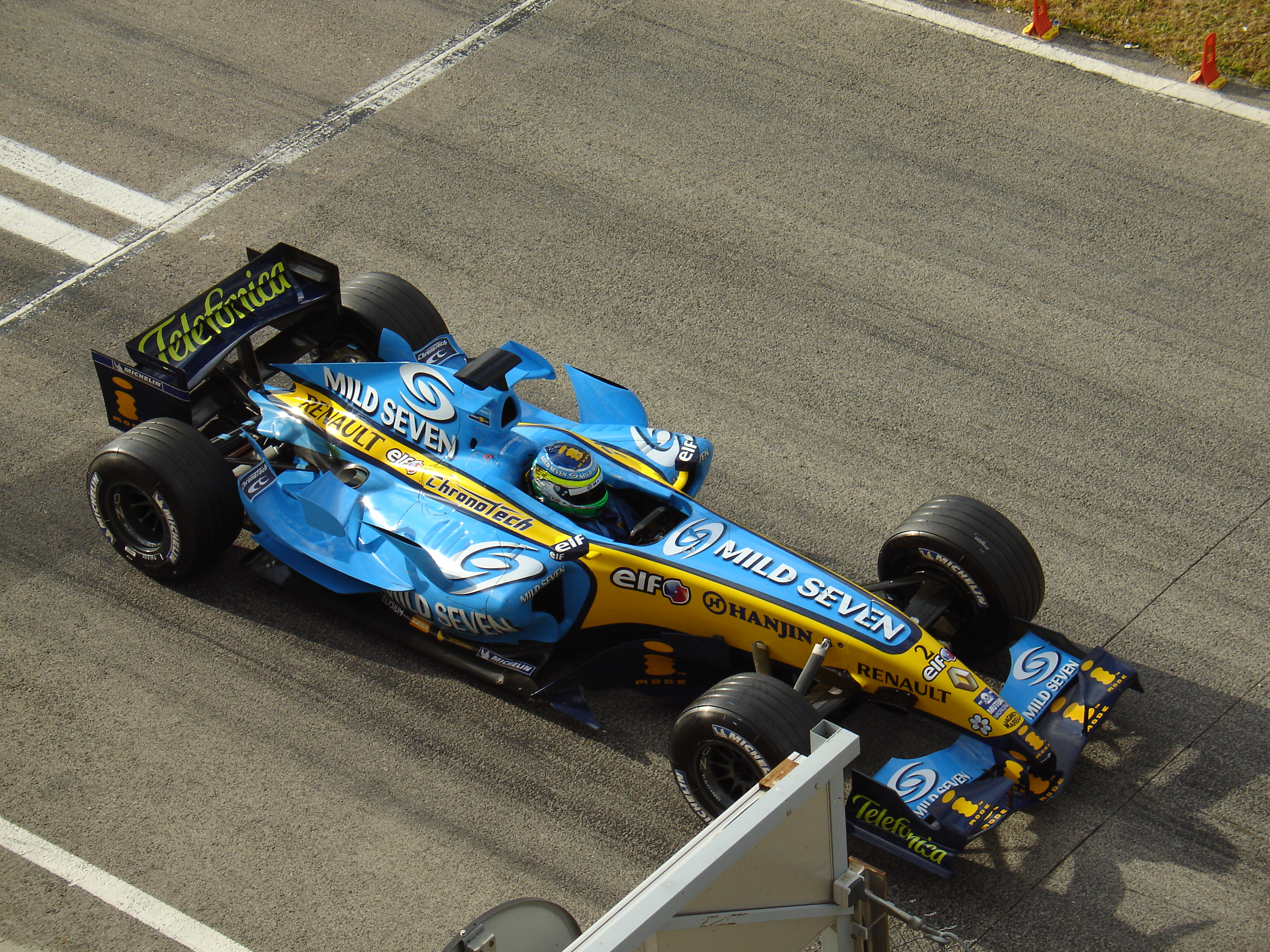
冬季テストでジャンカルロ・フィジケラがドライブするR26。R25と酷似した細身のノーズが装着されている

- ギヤボックス 7速セミオートマチック/チタン製ケーシング

### エンジン

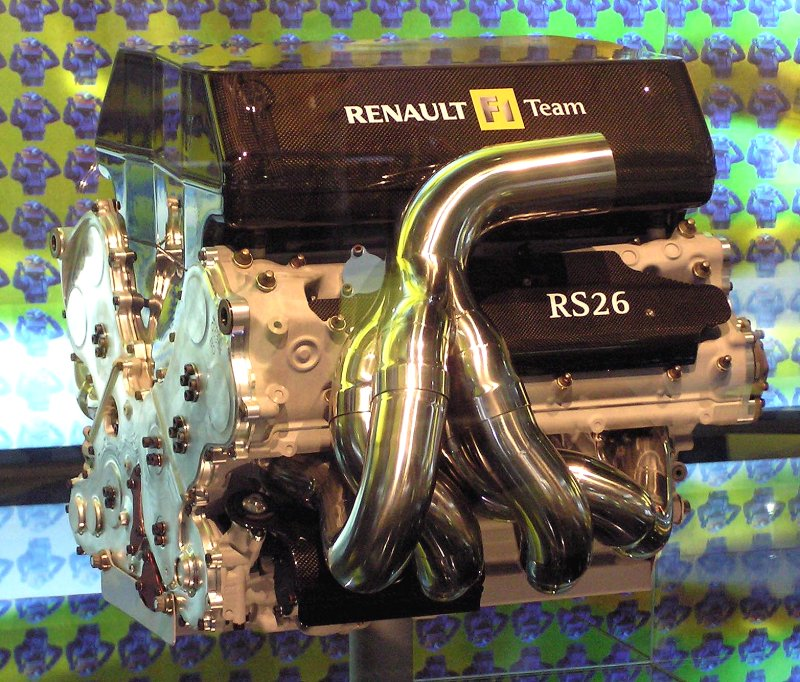
ルノー初のF1用V8エンジンとなったRS26

- エンジン名 RS26
- 気筒数・角度 V型8気筒・90度
- 排気量 2,400cc
- エンジン重量 95kg
- スパークプラグ チャンピオン
- 燃料・潤滑油 エルフ
- イグニッション マニエッティ・マレリ
- インジェクション マニエッティ・マレリ

## 記録
| 年   | No. | ドライバー               | 1   | 2   | 3   | 4   | 5   | 6   | 7   | 8   | 9   | 10  | 11  | 12  | 13  | 14  | 15  | 16  | 17  | 18  | ポイント | ランキング |
| 年   | No. | ドライバー               | BHR | MAL | AUS | SMR | EUR | ESP | MON | GBR | CAN | USA | FRA | GER | HUN | TUR | ITA | CHN | JPN | BRA | ポイント | ランキング |
| ---- | --- | ------------------------ | --- | --- | --- | --- | --- | --- | --- | --- | --- | --- | --- | --- | --- | --- | --- | --- | --- | --- | -------- | ---------- |
| 2006 | 1   | フェルナンド・アロンソ   | 1   | 2   | 1   | 2   | 2   | 1   | 1   | 1   | 1   | 5   | 2   | 5   | Ret | 2   | Ret | 2   | 1   | 2   | 206      | 1位        |
| 2006 | 2   | ジャンカルロ・フィジケラ | Ret | 1   | 5   | 8   | 6   | 3   | 6   | 4   | 4   | 3   | 6   | 6   | Ret | 6   | 4   | 3   | 3   | 6   | 206      | 1位        |

- 太字はポールポジション、斜字はファステストラップ。(key)

- ドライバーズランキング
  - フェルナンド・アロンソ 134ポイント 1位
  - ジャンカルロ・フィジケラ 72ポイント 4位